# Per Nilsson (militär född 1960)
Per Nils Lennart Nilsson, född 11 maj 1960 i Gislaveds församling i Jönköpings län, är en svensk officer i flygvapnet.

## Biografi
Nilsson avlade civilingenjörsexamen vid Sektionen för flygteknik i Tekniska högskolan 1983 och utnämndes till löjtnant i Flygingenjörkåren 1984. Han tjänstgjorde vid Bråvalla flygflottilj 1985–1988, befordrades till kapten 1985, tjänstgjorde vid Blekinge flygflottilj 1988–1989, befordrades till major 1991, tjänstgjorde vid Skaraborgs flygflottilj från 1991 (fortfarande 1999) och befordrades till överstelöjtnant 1997. Från den 1 oktober till den 31 december 2001 var han chef för Försvarsmaktens flygverkstäder.[källa behövs] Persson befordrades till överste 2003 och var "företrädare Luft" vid Försvarets materielverk från 2003.